# Потоцкий, Юзеф Альфред
Граф Юзеф Альфред Генрик Потоцкий (8 апреля 1895, Шепетовка — 12 сентября 1968, Лозанна) — польский аристократ и дипломат.

## Биография
Представитель польского дворянского рода Потоцких герба «Пилява». Второй (младший) сын графа Юзефа Николая Ксаверия Потоцкого (1862—1922) и княжны Елены Августы Радзивилл (1874—1958).
В 1913 году его отец Юзеф Николай Ксаверий Потоцкий получил от царского двора разрешение на основание двух ординаций для своих сыновей: Антонинской (ок. 25 000 га) для старшего сына Романа и Корецкой (ок. 24 000 га) для младшего сына Юзефа. Таким образом, после смерти своего отца Юзеф Потоцкий должен был унаследовать Корецкую ординацию. Согласно условиям Рижского мира, братья Потоцкие не получили обещанных им ординаций.
В 1919-1922 годах Юзеф Антоний Потоцкий был секретарем польского посольства в Лондоне, В 1929-1932 годах — советник посольства в Лондоне. В феврале 1934 года он стал заместителем директора политического департамента и начальником западного отдела. Был также послом Польши в Испании и Португалии.
Был награждён Орденом Возрождения Польши, Командорским крестом французским орденом Почётного Легиона, португальским орденом Христа, бразильским орденом Южного Креста 3 класса (1934).
Посмертно, «за заслуги в многолетней дипломатической службе» в 1998 году был дважды награждён Командорским Крестом Ордена Заслуг перед Республикой Польша (20 апреля) и Большим Крестом Ордена Возрождения Польши (17 сентября).

## Семья и дети
8 октября 1930 года в Варшаве женился на княжне Кристине Марии Пелагее Радзивилл (15 ноября 1908 — 13 августа 2003), дочери князя Януша Франтишека Ксаверия Юзефа Лабре Бронислава Марии Радзивилла (1880—1967), 13-го ордината Олыцкого, и княжны Анна Ядвиги Марии Любомирской (1882—1947). В браке родились четверо детей:
- Графиня Анна (19 августа 1931, Варшава — 25 октября 2000, Париж)
- Графиня Дорота (род. 13 апреля 1935, Варшава), 1-й муж с 1965 года Дон Луис Ариас Каррлон (1930—1970), 2-й муж с 1987 года Карлос Маззучелли Лопес де Кебаллос (род. 1930)
- Графиня Изабелла (род. 6 августа 1937, Варшава), муж с 1963 года граф Юбер д'Орнано (род. 1926)
- Граф Пётр Станислав Юзеф (род. 13 октября 1940, Лиссабон), женат с 1969 года на Марии Терезе Росе де Тогорес (род. 1946), дочери князя де Бежара.